# Mark Forster

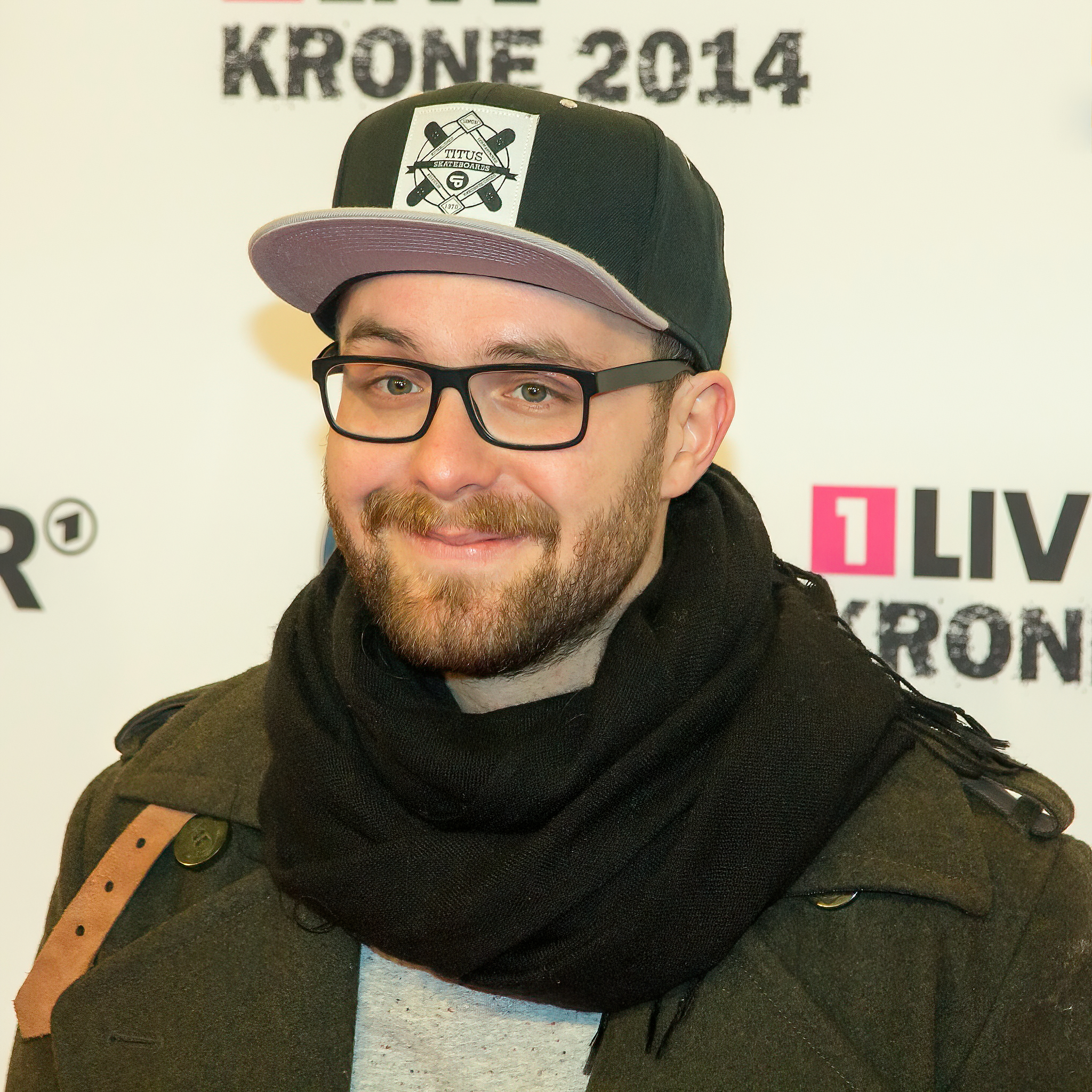
Mark Forster

Mark Forster, artiestennaam van Marek Ćwiertnia (Kaiserslautern, 11 januari 1983) is een  Duitse zanger en songwriter.

## Carrière
Mark Forster stamt uit een gemengd Duits-Pools gezin. Zijn moeder is afkomstig uit Polen, zijn vader uit Duitsland. Hij groeide op in Winnweiler in Rijnland-Palts. Mark Forster gaf in een interview toe dat hij wel Pools spreekt, maar spreekt de taal zoals "een zeer beleefde elfjarige. Ik kan niet vloeken of slang spreken. Daardoor kom ik weleens als een strever over". Na een afgebroken studie rechten en een voltooide studie bedrijfseconomie trok hij als pianist, zanger en songwriter naar Berlijn waar hij onder andere muziek en jingles voor de Duitse televisie schreef. Voor een van de programma's, de talkshow Krömer - Die Internationale Show, schreef hij de intromuziek en daarop nam Krömer, de presentator van de show, Forster in 2007 onder contract.
Tussen 2007 en 2010 tourde het tweetal door Duitsland met hun show. Forster speelde daarbij het typetje van de Poolse pianist die slecht Duits spreekt en veel te weinig geld krijgt voor zijn optredens. In 2010 nam de platenmaatschappij Four Music hem onder contract en daar maakte Forster zijn eerste cd Karton, die op 1 juni 2012 uitkwam. Hij lanceerde op 18 mei van hetzelfde jaar zijn eerste single Auf dem Weg. Zijn grote doorbraak kwam in 2014 met Au Revoir, de eerste single uit zijn tweede album Bauch und Kopf. De single kreeg in Duitsland maar liefst drie keer de gouden plaat en in Zwitserland zelfs platina.
In 2015 won Forster met Bauch und Kopf de Bundesvision Song Contest voor Rijnland-Palts. In 2015 haalde hij ook een hit binnen samen met Felix Jaehn onder de naam EFF.
Mark Forster is ook bekend als coach bij The Voice. Zo is/was hij te zien in The Voice of Germany (2017-2022), The Voice Kids in Duitsland (2015-2019) en The Voice Senior in Duitsland (2018).

## Discografie

### Albums
| Jaar | Titel          | Hoogst hitnotering | Hoogst hitnotering | Hoogst hitnotering |
| Jaar | Titel          | Duitsland          | Oostenrijk         | Zwitserland        |
| ---- | -------------- | ------------------ | ------------------ | ------------------ |
| 2012 | Karton         | 45                 | -                  | -                  |
| 2014 | Bauch und Kopf | 10                 | 35                 | 37                 |

### Singles
Singles die allemaal de hitlijsten hebben gehaald.
| Jaar | Titel                   | Hoogst hitnotering | Hoogst hitnotering | Hoogst hitnotering |
| Jaar | Titel                   | Duitsland          | Oostenrijk         | Zwitserland        |
| ---- | ----------------------- | ------------------ | ------------------ | ------------------ |
| 2012 | Auf dem Weg             | 49                 | -                  | -                  |
| 2012 | Zu dir (weit weg)       | 64                 | -                  | -                  |
| 2014 | Au revoir               | 2                  | 2                  | 6                  |
| 2014 | Flash mich              | 11                 | 10                 | -                  |
| 2015 | Bauch und Kopf          | 15                 | 69                 | -                  |
| 2016 | Wir sind Groß           | 9                  | 24                 | 49                 |
| 2016 | Chöre                   | 2                  | 2                  | 7                  |
| 2017 | Sowieso                 | 22                 | 7                  | 23                 |
| 2017 | Kogong                  | 34                 | 7                  | 9                  |
| 2018 | Like a Lion             | 38                 | -                  | 64                 |
| 2018 | Einmal                  | 24                 | 39                 | 56                 |
| 2019 | 747                     | -                  | -                  | -                  |
| 2019 | 194 Länder              | 13                 | 14                 | 48                 |
| 2019 | Wie früher mal dich     | -                  | -                  | -                  |
| 2020 | Übermorgen              | 7                  | 10                 | 18                 |
| 2020 | Bist du okay (met Vize) | 11                 | 46                 | 55                 |

- Gemeinsame Normdatei: 102313764X
- International Standard Name Identifier: 0000 0004 4891 002X
- MusicBrainz: 82931296-9466-447f-a7af-8f3a856bcfd9
- Virtual International Authority File: 287070868
- WorldCat: E39PBJtX6FHWG34mxgbgbWM9Dq